# FBI: International
FBI: International (bra: FBI: Internacional) é uma série de televisão criminal estadunidense que vai ao ar na CBS. É o segundo spin-off e a terceira série da franquia FBI de Dick Wolf. O programa estreou em 21 de setembro de 2021. Em maio de 2022, a CBS renovou a série para uma segunda e terceira temporada. A segunda temporada estreou em 20 de setembro de 2022. A terceira temporada estreou em 13 de fevereiro de 2024. Em abril de 2024, a CBS renovou a série para uma quarta temporada. 
No Brasil, a série pode ser assistida pelo serviço de streaming Globoplay.
Em Portugal, a série é exibida no Star Channel (Portugal).

## Premissa
A série segue membros da "Fly Team" internacional do FBI, agentes especiais de elite com sede em Budapeste que localizam e neutralizam ameaças contra interesses americanos em todo o mundo, principalmente na Europa.
A equipa é liderada pelo Agente Especial Supervisor do FBI Scott Forrester, um agente do FBI durão e grisalho. Sob sua supervisão estão os agentes especiais do FBI Jamie Kellett, agente de carreira do FBI e segundo em comando; Andre Raines, um agente jovem, mas muito inteligente, com experiência em contabilidade; e Cameron Vo, um especialista em interrogatórios que é o mais novo membro da equipa, tendo sido anteriormente agente de campo no escritório do FBI em Seattle. Auxiliando a equipa está Katrin Jaeger, uma veterana agente da Europol da Alemanha, que ajuda a equipa a superar barreiras políticas e linguísticas. No final da 1ª temporada, Jaeger é promovido a supervisior de todas as operações da Europol, e Megan "Smitty" Garretson, uma antiga namorada de Forrester, fica com o seu lugar.
No início da 3ª temporada, após uma explosão que destrói a sede da Fly Team, a Agente Especial Amanda Tate é designada para a equipa como analista técnica, enquanto Kellett é transferida de volta para o escritório de Washington, D.C.. 
Além de enfrentar uma ampla gama de ameaças criminais e terroristas, a Fly Team também deve enfrentar os desafios práticos e legais de operar em jurisdições estrangeiras, que vão desde parcerias difíceis com autoridades estrangeiras até restrições ao uso de armas de fogo. A internacionalidade do programa pretende distingui-lo da grande maioria dos programas processuais policiais americanos, que acontecem quase exclusivamente nos Estados Unidos.

## Elenco

### Principal
- Luke Kleintank como Agente Especial Supervisor do FBI Scott Forrester, líder da equipa Fly Team.[8]
- Heida Reed como Agente Especial do FBI Jamie Kellett (temporadas 1–3), segunda em comando.[8] Mais tarde, demite-se da equipa, no primeiro episódio da temporada 3, intitulado "June", para regressar aos Estados Unidos e juntar-se à equipa do FBI em Washington, D. C..
- Carter Redwood como Agente Especial do FBI Andre Raines, membro da equipa Fly Team com um passado em contabilidade.[8]
- Vinessa Vidotto como Agente Especial do FBI Cameron Vo, formada em West Point e membro da equipa Fly Team.[8]
- Christiane Paul como Katrin Jaeger (temporada 1; convidada na temporada 2), agente multilingue da Europol, originária da Alemanha, que ajuda a equipa a superar barreiras políticas e linguísticas.[8]
- Green como Tank, um Giant Schnauzer preto, treinado em Schutzhund e cão farejador aposentado que obedece às ordens de Forrester.[8]
- Eva-Jane Willis como Megan "Smitty" Garretson (temporada 2–presente)[9] agente da Europol, amiga antiga de Forrester e substituta de Jaeger.
- Christina Wolfe como Agente Especial do FBI Amanda Tate (temporada 3).

### Recorrente
- Greg Hovanessian como Agente Especial Damian Powell (temporada 2–presente)

### Personagens de episódios Crossover
- Jeremy Sisto como Agente Especial Responsável Assistente Jubal Valentine, responsável pelo centro de comando operacional. (FBI)
- Zeeko Zaki como Agente Especial do FBI Omar Adom "OA" Zidan, parceiro de Maggie, formado em West Point, antigo Ranger do Exército (FBI)
- Alana de la Garza como Agente Especial Responsável Isobel Castille (temporada 2 – presente; convidada na temporada 1), substituta de Mosier e supervisora da equipa. (FBI)
- Julian McMahon como Agente Especial Supervisor do FBI Jess LaCroix, líder da equipa de fugitivos (FBI: Most Wanted)
- Missy Peregrym como Agente Especial do FBI Maggie Bell, responsável pela equipa no terreno (FBI)
- R. Ward Duffy como Vice Diretor John Leer (FBI)
- John Boyd como Agente Especial do FBI Stuart Scola (FBI)
- Shantel VanSanten como Nina Chase, Agente Especial do FBI (FBI)

## Produção

### Desenvolvimento
Em 12 de janeiro de 2020, foi anunciado que Dick Wolf estava em conversações com a presidente da CBS Entertainment, Kelly Kahl, sobre o lançamento de um segundo spin-off de FBI, após o sucesso do primeiro spinoff, FBI: Most Wanted. Wolf afirmou que sempre imaginou o FBI como uma franquia, pois oferece um "conjunto infinito de histórias", enquanto Kahl afirma: "Estamos sempre em conversações com Dick [Wolf] e Dick está sempre a trocar ideias connosco e não posso ignorar nada." Também foi anunciado que o desenvolvimento do spin-off proposto começaria durante a temporada televisiva de 2020–21.
Em 18 de fevereiro de 2021, foi anunciado que um segundo spin-off do FBI intitulado FBI: International estava a ser desenvolvido para a temporada televisiva de 2021–22. Derek Haas foi anunciado como showrunner da série e um dos seus produtores executivos, ao lado de Wolf, Peter Jankowski e Arthur Forney. A nova série também é provavelmente, para começar, um piloto backdoor. Em 24 de março de 2021, a CBS encomendou oficialmente a série, anunciando que ela estrearia num episódio crossover de FBI e FBI: Most Wanted, com Rick Eid também sendo adicionado como produtor executivo.
FBI: International estreou em 21 de setembro de 2021; uma temporada completa foi encomendada em 11 de outubro de 2021.
Em 9 de maio de 2022, a CBS renovou a série para uma segunda e terceira temporadas. A segunda temporada estreou em 20 de setembro de 2022. A terceira temporada estreou em 13 de fevereiro de 2024.

### Transmissão
O programa vai ao ar nas noites de terça-feira no Canadá pela Global. 
Todos os espisódios estão disponíveis no site Peacock nos Estados Unidos. 
O programa é exibido na Network 10 na Austrália, Rai 2 na Itália, TV 2 na Noruega, no StarChannel em Portugal e AXN na Ásia. 
FBI: International exibiu o primeiro episódio da 1ª temporada no Sky Witness no Reino Unido em 22 de julho de 2022, às 21h, com novos episódios de FBI: International a serem exibidos todas as quintas-feiras às 22h, uma hora após a principal série do FBI que vai ao ar no Reino Unido nas noites de quinta-feira às 21h. 

### Casting
Em julho de 2021, Luke Kleintank, Heida Reed, Vinessa Vidotto, Christiane Paul e Carter Redwood foram escolhidos para fazer parte do elenco principal. Em 14 de julho de 2022, Paul saiu da série, com Eva-Jane Willis substituindo-a com uma nova personagem. Em 29 de novembro de 2023, Christina Wolfe juntou-se ao elenco como uma nova personagem regular da terceira temporada da série. Em 7 de dezembro de 2023, foi anunciado que Heida Reed deixará o programa em algum momento durante a terceira temporada.

## Episódios
| Temporada | Temporada | Episódios | Episódios | Originalmente exibido   | Originalmente exibido |
| Temporada | Temporada | Episódios | Episódios | Estreia da temporada    | Final da temporada    |
| --------- | --------- | --------- | --------- | ----------------------- | --------------------- |
|           | 1         | 21        | 21        | 21 de setembro de 2021  | 24 de maio de 2022    |
|           | 2         | 22        | 22        | 20 de setembro de 2022  | 23 de maio de 2023    |
|           | 3         | ASA       | ASA       | 13 de fevereiro de 2024 | ASA                   |